# Vangueria rhodesiaca
Vangueria rhodesiaca är en måreväxtart som först beskrevs av James Robert Tennant, och fick sitt nu gällande namn av Henrik Lantz. Vangueria rhodesiaca ingår i släktet Vangueria och familjen måreväxter.
Artens utbredningsområde är Zambia. Inga underarter finns listade i Catalogue of Life.